# Hans Saksvik
Hans Saksvik (25 luglio 1926 – 12 ottobre 2001) è stato un calciatore norvegese, di ruolo difensore.

## Carriera

### Club
Saksvik vestì la maglia del Ranheim.

### Nazionale
Conta una presenza per la Norvegia. Esordì il 4 novembre 1959, nella sconfitta per 7-1 contro l'Paesi Bassi.